# Ruud Feltkamp
Ruud Feltkamp (Amsterdam, 2 oktober 1989) is een Nederlands acteur, onder meer bekend door zijn rol als Noud Alberts in de dagelijkse soapserie Goede tijden, slechte tijden. Hij verwierf nationale bekendheid met zijn titelrollen in de speelfilms Kruimeltje (1999) en Kees de jongen (2003).

## Biografie
Feltkamp begon op jonge leeftijd met acteren. In eerste instantie ging het om reclames, waaronder voor de fastfoodfirma McDonald's. Op negenjarige leeftijd werd hij gekozen voor de rol van Kruimeltje in de speelfilm Kruimeltje. Om het filmen mogelijk te maken kreeg Feltkamp les van een privéleraar. Bij een reclamespot kwam Feltkamp in contact met regisseur André van Duren, die hem auditie liet doen voor de titelrol in de speelfilm Kees de jongen. Feltkamp kreeg de rol en was in 2003 te zien in deze speelfilm.
Feltkamp wist in 2006 een grote bijrol te bemachtigen in de Talpa-televisieserie Koppels. Hij speelde hierin de rol van Ruben van Gunteren, de televisiezoon van acteur Joep Sertons. In het voorjaar van 2006 werd bekend dat Feltkamp de rol van Noud Alberts zou krijgen in de dagelijkse RTL-soap Goede tijden, slechte tijden. Hij was op dat moment zestien jaar. Vanwege de Flexwet moest Feltkamp de soap in 2009 noodgedwongen drie maanden verlaten. In die periode speelde hij op aandringen van regisseur Maria Peters een hoofdrol in de jeugdfilm Lover of loser. Peters en Feltkamp hadden ook samengewerkt bij Kruimeltje.
Feltkamp is samen met zijn broer eigenaar van het bedrijf Feltkamp.tv Multimedia Productions en studeert aan de Fotoacademie. In de zomermaanden werkt hij als instructeur bij zeilkampen. In het najaar van 2011 was hij samen met GTST-collega's Ferri Somogyi, Mark van Eeuwen en Ferry Doedens een team in de remake van Fort Boyard. Een jaar later nam hij deel aan het dertiende seizoen van Expeditie Robinson.
In 2014 is hij backstage-presentator bij The Hit en sidekick bij GTST Quiz. Voor dit werk werd hij genomineerd voor de Televizier Aanstormend Talent Award. Feltkamp won deze prijs en liet daarbij Luuk Ikink en Richard Groenendijk achter zich.
Naast zijn acteerwerk is Feltkamp ook actief als deejay onder zijn pseudoniem Rudi Feral. In 2014 bracht hij zijn eerste single, Listen uit (in samenwerking met Propulsive).  In 2015 verscheen de tweede single, Dirty.
In 2017 nam Feltkamp deel aan het televisieprogramma Maestro, waar hij in de vijfde aflevering afviel.

## Filmografie

### Televisie
Hoofdrollen
- Goede tijden, slechte tijden - Noud Alberts (2006-2018)

Gastrollen
- Goede Tijden, Slechte Tijden - Noud Alberts (2025)
- Nieuwe tijden - Noud Alberts - (2017)
- Keyzer & De Boer Advocaten - Jongen (Afl. De tweeling, 2006)
- Koppels - Ruben van Gunteren (2006)
- Nieuwe Ouders - Arnold (Afl. Tennis, 2005)

Als zichzelf
- Kees van der Spek: Oplichters Aangepakt (2019), slachtoffer
- Maestro (2017), kandidaat
- Celebrity Stand-Up (2017), kandidaat
- De gevaarlijkste wegen van de wereld (2017), deelnemer
- Het perfecte plaatje (2016), kandidaat
- Gouden Televizier-Ring Gala (2014), winnaar in de categorie Aanstormend Talent
- GTST Quiz (2014), sidekick
- Typisch Carlo & Irene (2014), deelnemer
- Alles mag op vrijdag (2014), deelnemer
- The Hit (2014), sidekick
- Ik hou van Holland (2012), kandidaat
- Expeditie Robinson (2012), kandidaat
- Fort Boyard (2011), kandidaat
- Let's Dance (2009), kandidaat

### Film
- Toscaanse Bruiloft - Erik (2014)
- Lover of loser - Ricardo (2009)
- Kees de jongen - Kees Bakels (2003)
- Kruimeltje - Kruimeltje (1999)

### Nasynchronisatie
- Total Drama All-Stars - Alejandro (2013)
- Total Drama World Tour - Alejandro (2010)
- Cats & Dogs: The Revenge of Kitty Galore (2010)
- Surf's Up - Cody Maverick (2007)

## Discografie
- "Dirty" (2015), single als Rudi Feral
- "Listen" (2014), single als Rudi Feral

- Gemeinsame Normdatei: 1180543963
- International Standard Name Identifier: 0000 0003 9299 5035
- Nederlandse Thesaurus van Auteursnamen: 205104924
- Virtual International Authority File: 216828147
- WorldCat: E39PBJhxtQ8xFy7kWf87P63CwC